# Fendt
Fendt és un fabricant alemany de maquinària agrícola. Forma part d'AGCO Corporation. Fou fundada el 1937 per Xaver Fendt i comprada per AGCO el 1997.
Fendt fabrica i comercialitza un gran nombre de tractors, i recentment ha començat la de tractors construïts per AGCO i Laverda. Fendt també desenvolupa la caixa de canvis Vario que és una de les caixes de canvis de tractors més desenvolupades. També és utilitzada en maquinària de JCB i Massey Ferguson.
La caixa de canvis Vario fou desenvolupada als anys 1970, però degut a la falta de finançament no es va incloure al tractor Fendt fins al 1996, quan Fendt va llençar al mercat el revolucionari Fendt 926 Vario. Aquest avanç permet al tractor anar molt més ràpid que amb la seva velocitat màxima, limitada a 50 km/h.